# Botuverá
Botuverá è un comune del Brasile nello Stato di Santa Catarina, parte della mesoregione della Vale do Itajaí e della microregione di Blumenau.

## Storia
La città è stata fondata nel 1876 da immigrati italiani provenienti dalla zona di Bergamo.

## Folklore
La comunità, grazie anche ad un relativo isolamento, ha mantenuto vivo il bergamasco come lingua locale. Ogni anno si tiene la Festa Bergamasca, dove si celebrano le radici orobiche con canti popolari, danze tipiche e gastronomia delle Alpi Bergamasche. Si tiene inoltre il concorso Miss Bergamasca, in cui le concorrenti indossano gli abiti tradizionali.